# John Laurie

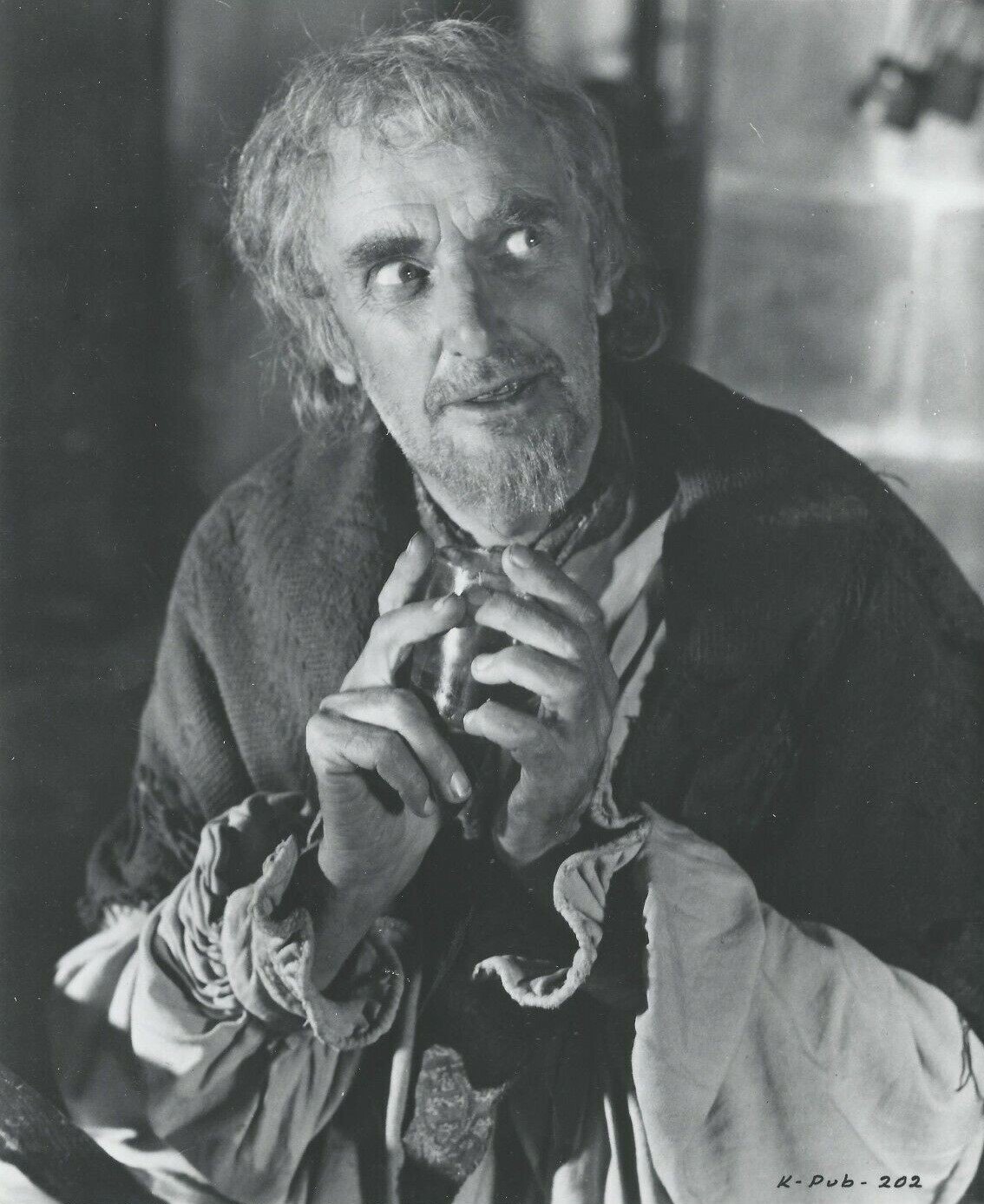
John Laurie in 1960

John Laurie (* 25. März 1897 in Dumfries, Schottland; † 23. Juni 1980 in Chalfont St Peter, Buckinghamshire, England) war ein schottischer Schauspieler.

## Leben
Laurie wuchs als Sohn eines Fabrikarbeiters auf und studierte zunächst Architektur. Nach Ausbruch des Ersten Weltkrieges meldete er sich jedoch freiwillig zur Britischen Armee. Nach dem Krieg wandte er seine Aufmerksamkeit der Schauspielerei zu und wurde Schüler an der Central School of Speech and Drama in London. Auf der Bühne konnte man ihn ab 1921 sehen. Seine erste Ehe (seit 1924) dauerte keine zwei Jahre, da seine Frau Florence Saunders am 24. Januar 1926 starb.

## Schauspielkarriere
In den folgenden Jahren machte sich John Laurie vor allem als Theaterdarsteller in Stücken von Shakespeare einen Namen (Hamlet, Richard III. und Macbeth). 
Ab 1930 konnte man ihn jedoch zunehmend auch in Filmproduktionen sehen. Sein Leinwanddebüt Juno and the Paycock entstand unter der Regie von Alfred Hitchcock. Seinen Durchbruch erlangte Laurie fünf Jahre später mit dem ebenfalls von Hitchcock inszenierten Film Die 39 Stufen (1935), in dem er einen griesgrämigen schottischen Bauern verkörperte. Auch während und nach seiner Zeit als Reservist bei der British Home Guard (1940–1944), drehte er weitere bekannte Filme, darunter das Filmepos  Leben und Sterben des Colonel Blimp (1943), das Filmdrama Gaslicht und Schatten (1944) und Disneys Abenteuerfilm Die Schatzinsel (1950). Er hatte Auftritte an der Seite von Laurence Olivier in den Shakespeare-Verfilmungen Wie es Euch gefällt (1936), Heinrich V. (1944), Hamlet (1948) und Richard III. (1955), in denen sich jeweils die Elite der damaligen britischen Bühnenschauspieler versammelte.
Ab den 1950er-Jahren war er auch regelmäßig in Fernsehserien zu sehen. Vor allem mit der zwischen 1968 und 1977 produzierten BBC-Sitcom Dad’s Army blieb er dem britischen Publikum als Private John Frazer im Gedächtnis. Laurie starb 1980 im Alter von 83 Jahren an einem Lungenemphysem.

## Filmografie (Auswahl)
- 1930: Juno and the Paycock
- 1935: Die 39 Stufen (The 39 Steps)
- 1936: Wie es Euch gefällt (As you like it)
- 1937: The Edge of the World
- 1939: Vier Federn (The Four Feathers)
- 1943: The Gentle Sex
- 1943: Das heilige Feuer (The Lamp Still Burns)
- 1943: Leben und Sterben des Colonel Blimp (The Life and Death of Colonel Blimp)
- 1944: Heinrich V. (Henry V.)
- 1944: Gaslicht und Schatten (Fanny by Gaslight)
- 1945: Caesar und Cleopatra (Caesar and Cleopatra)
- 1945: Ich weiß wohin ich gehe (I Know Where I’m Going)
- 1946: Die Brüder (The Brothers)
- 1947: Tödliches Geheimnis (Mine Own executioner)
- 1947: Zigeunerblut (Jassy)
- 1948: Hamlet
- 1950: So ist das Leben (Trio)
- 1950: Die Schatzinsel (Treasure Island)
- 1951: Pandora und der Fliegende Holländer (Pandora and the Flying Dutchman)
- 1951: Glücklich und verliebt (Happy Go Lovely)
- 1951: Wer zuletzt lacht (Laughter in Paradise)
- 1951: Dakapo (Encore)
- 1952: Insel der Verheißung (Island of Desire)
- 1953: Der Fälscher (The Fake)
- 1955: Richard III.
- 1957: Gefährliches Erbe (Campbell’s Kingdom)
- 1960: Entführt – Die Abenteuer des David Balfour (Kidnapped)
- 1962–1969: Mit Schirm, Charme und Melone (The Avengers) (Fernsehserie, 4 Folgen)
- 1963: Das Schwert des Königs (Siege of the Saxons)
- 1967: Mr. 10 Prozent (Mister Ten Percent)
- 1968–1977: Dad’s Army (Fernsehserie, 80 Folgen)
- 1971: Das Schreckenskabinett des Dr. Phibes (The abominable Dr. Phibes)
- 1975: Wer hat unseren Dinosaurier geklaut? (One of our Dinosaurs is missing)
- 1979: Der Gefangene von Zenda (The Prisoner of Zenda)